# Освалд Ахенбах
Освалд Ахенбах (на немски: Oswald Achenbach, 2 февруари 1827 – 1 февруари 1905) е германски художник пейзажист, свързван с Дюселдорфската художествена школа.

## Биография
Освалд Ахенбах е роден в Дюселдорф. Получава началното си образование от брат си Андреас Ахенбах. Учи живопис в Дюселдорфската художествена академия заедно с по-големия си брат Андреас. Пейзажите му се отличават с богати и ярки ефекти на цветовете. В търсене на тези пейзажи той рисува Неаполитанския залив и римските квартали. През 1845 г. заминава за Бавария, а впоследствие се премества в Италия, където рисува най-добрите си творби – пейзажи от Южна Италия, паради, празнични процесии, сцени из народния бит. От 1863 до 1872 г. е професор по ландшафтна живопис в Дюселдорфската художествена академия. Концепцията му за природата е по-идилична от тази на брат му Андреас. Освен това в картините си Освалд Ахенбах се опитва да предаде и социални проблеми.
Умира от белодробно възпаление през 1905 г. в Дюселдорф. Картини на Ахенбах са изложени в редица художествени галерии в Германия, както и в САЩ.

## Галерия
- „Планинско езеро в полите на Риги“
- „На плажа в Неапол“
- „На брега...“ (1903)
- „Колизеумът“ (1877)
- „Нощта на „Св. Лусия“ (1884)
- „Градина на италиански манастир“ (след 1857)
- „Фойерверки в Неапол“ (1875)
- „Стълбите до манастира на капуцините на крайбрежието на Амалфи“ (1883)
- „Летен пейзаж на брега на езерото Албан“
- „Вечер в Кампания“